# أوغست كليسنجر
أوغست كليسنجر (22 أكتوبر 1814 - 5 يناير 1883) هو كان رسام ونحات فرنسي من القرن التاسع عشر.